# Dysphania ludifica
Dysphania ludifica är en fjärilsart som beskrevs av Swinhoe 1890. Dysphania ludifica ingår i släktet Dysphania och familjen mätare. Inga underarter finns listade i Catalogue of Life.